# Пам'ятки культурної спадщини Золотопотіцької громади
У статті наведений перелік об'єктів культурної спадщини Золотопотіцької громади Чортківського району Тернопільської области України.

## Пам'ятки археології
| №  | Назва                      | Дата | Адреса | Охоронний номер | Документ про взяття на облік |
| -- | -------------------------- | --- | --- | --------------- | --- |
| 1  | Поселення Возилів І        | липицька культура (І — поч. ІІІ ст. н. е.) з елементами зарубинецької (ІІ ст. до н. е. — ІІ ст. н. е.)                                                                       | с. Возилів, східна частина села, в садибі М. Проціка, поряд з могильником                                                                                | 2091            | Наказ управління культури обласної державної адміністрації від 18.10.2005 № 112                                                                                           |
| 2  | Могильник Возилів ІІ       | липицька культура (І — поч. ІІІ ст. н. е.) з елементами зарубинецької (ІІ ст. до н. е. — ІІ ст. н. е.)                                                                       | с. Возилів, східна частина села, в садибі М. Проціка | 2092            | Наказ управління культури обласної державної адміністрації від 18.10.2005 № 112                                                                                           |
| 3  | Поселення Возилів ІІІ      | культура Поянешти-Лукашівка (початок ІІ — до другої половини І ст. до н. е)                                                                                                  | с. Возилів, східна частина села, в садибі М. Проціка | 2093            | Наказ управління культури обласної державної адміністрації від 18.10.2005 № 112                                                                                           |
| 4  | Поселення Возилів IV       | черняхівська культура (III—IV ст. н. е.) (поселення I) | с. Возилів, південно-східна околиця села, урочище «Кривеньке»                                                                                            | 2094            | Наказ управління культури обласної державної адміністрації від 18.10.2005 № 112                                                                                           |
| 5  | Поселення Возилів V        | черняхівська культура (ІІІ—IV ст. н. е.) (поселення ІІ) | с. Возилів, південно-східна околиця села, урочище «Кривеньке»                                                                                            | 2095            | Наказ управління культури обласної державної адміністрації від 18.10.2005 № 112                                                                                           |
| 6  | Поселення Возилів VI       | мезоліт (ХІІ—VII тис. до н. е.); трипільська культура (IV — кінець ІІІ тис. до н. е.); пшеворська культура (ІІ ст. до н. е. — ІІ ст. н. е.)                                  | с. Возилів, урочище «Поле», на захід від села, на лівому березі Дністра, на орному полі, на рівні 10—12 м над урізом ріки                                | 1235            | Наказ управління культури обласної державної адміністрації від 27.01.2010 № 16                                                                                            |
| 7  | Поселення Золотий Потік І  | трипільська культура (IV—ІІІ тис. до н. е.) | смт Золотий Потік, південно-західна частина селища на правому березі р. Потік, уроч. Буковина                                                            | 4465-Тр         | Наказ департаменту культури, релігій та національностей обласної державної адміністрації № 76-од від 15.05.2014, Наказ Міністерства культури України від 18.04.2017 № 323 |
| 8  | Поселення Золотий Потік ІІ | черняхівська культура (ІІІ—IV ст. н. е.) | смт Золотий Потік, південна частина селища на березі ставу                                                                                               | 4466-Тр         | Наказ департаменту культури, релігій та національностей обласної державної адміністрації № 76-од від 15.05.2014, Наказ Міністерства культури України від 18.04.2017 № 323 |
| 9  | Стоянка Космирин І         | пізній палеоліт (40—10 тис. років тому) | с. Космирин, урочище Над Лютечкою, на лівому березі р. Дністер, між лісом і селом на схилі плато                                                         | 2097            | Рішення виконкому Тернопільської обласної ради від 14.07.1989 № 162 |
| 10 | Стоянка Миколаївка І       | пізній палеоліт (40—10 тис. років тому) | с. Губин, друга надзаплавна тераса лівого берега Дністра, на околиці села в лесових відкладах придорожніх траншей                                        | 119             | Рішення виконкому Тернопільської обласної ради від 22.03.1971 № 147 |
| 11 | Стоянка Миколаївка ІІ      | пізній палеоліт (40—10 тис. років тому) | с. Миколаївка, лівий берег р. Дністер в глибокої балці, окопи першої світової війни, колишнє село Губин                                                  | 2099            | Наказ управління культури обласної державної адміністрації від 18.10.2005 № 112                                                                                           |
| 12 | Стоянка Миколаївка ІІІ     | пізній палеоліт (40—10 тис. років тому) | с. Миколаївка, лівий берег р. Дністер, на території колишнього села Сокілець                                                                             | 2100            | Наказ управління культури обласної державної адміністрації від 18.10.2005 № 112                                                                                           |
| 13 | Поселення Миколаївка IV    | давньоруський час (ХІІ—ХІІІ ст.) | с. Миколаївка, лівий берег р. Дністер, урочище «На Іванкових»                                                                                            | 2098            | Наказ управління культури обласної державної адміністрації від 18.10.2005 № 112                                                                                           |
| 14 | Поселення Миколаївка V     | трипільська культура (IV — кінець ІІІ тис. до н. е.); давньоруський час (ХІІ—ХІІІ ст.)                                                                                       | с. Миколаївка, урочище «Беріг», 1 км на захід від села, на лівому березі Дністра на терасі                                                               | 1241            | Наказ управління культури обласної державної адміністрації від 27.01.2010 № 16                                                                                            |
| 15 | Поселення Млинки І         | трипільська культура (IV—ІІІ тис. до н. е.) | с. Млинки, центральна частина села, лівий берег р. Бариш                                                                                                 | 2027            | Наказ департаменту культури, релігій та національностей обласної державної адміністрації від 18.05.2015 № 61-од                                                           |
| 16 | Стоянка Скоморохи І        | пізній палеоліт (40—10 тис. років тому) | с. Скоморохи, урочище Коропець, на лівому березі р. Дністер, при дорозі до с. Коропець                                                                   | 2119            | Рішення виконкому Тернопільської обласної ради від 14.07.1989 № 162 |
| 17 | Стоянка Сновидів І         | пізній палеоліт (40—10 тис. років тому) | с. Сновидів, 0,1 км на захід від села, лівий берег р. Дністер                                                                                            | 2120            | Наказ управління культури обласної державної адміністрації від 18.10.2005 № 112                                                                                           |
| 18 | Поселення Сновидів ІІ      | трипільська культура (IV—ІІІ тис. до н. е.); комарівсько-тшинецька культура (XV—XII ст. до н. е.); західноподільська група скіфського часу; давньоруський час (ХІІ—ХІІІ ст.) | с. Сновидів, 0,5 км на південь від села, урочище «Біля могилки», лівий берег р. Дністер, на високому плато                                               | 1277            | Наказ управління культури обласної державної адміністрації від 27.01.2010 № 16                                                                                            |
| 19 | Курган Сновидів ІІІ        | Недатований | с. Сновидів, південно-східні околиці села, урочище Могила, на вершині пагорба лівого берега р. Дністер, біля польової дороги                             | 1311            | Наказ управління культури обласної державної адміністрації від 27.01.2010 № 16                                                                                            |
| 20 | Поселення Сновидів IV      | трипільська культура (IV — кінець ІІІ тис. до н. е.) | с. Сновидів, 1 км на південний захід від села, по обох берегах струмка — лівої притоки Дністра, на терасі                                                | 1237            | Наказ управління культури обласної державної адміністрації від 27.01.2010 № 16                                                                                            |
| 21 | Поселення Соколів І        | комарівсько-тшинецька культура (XV—XII ст. до н. е.); ранньозалізний вік (І тис. до н. е.); черняхівська культура (ІІІ—IV ст. н. е.);                                        | с. Соколів, 2 км на північний схід від північних околиць села, І—ІІ надзаплавні тераси мисоподібного виступу, утвореного двома потічками, що пересихають | 1491            | Наказ управління культури обласної державної адміністрації від 27.01.2010 № 16                                                                                            |
| 22 | Городище Стінка І          | давньоруський час (ХІІ—ХІІІ ст.) | с. Стінка, за 2 км від села, на високому мисі між р. Бариш та р. Жванець, ур. Городище                                                                   | 118             | Рішення виконкому Тернопільської обласної ради від 22.03.1971 № 147 |
| 23 | Скельний храм Стінка ІІ    | давньоруський час (ХІІ—ХІІІ ст.) | с. Стінка, лівий берег р. Дністер, у штучно вирубаному в вапняковій скелі гроті                                                                          | 2124            | Наказ управління культури обласної державної адміністрації від 18.10.2005 № 112                                                                                           |
| 24 | Поселення Стінка ІІІ       | трипільська культура (IV — кінець ІІІ тис. до н. е.) | с. Стінка, південно-східні околиці села, на правому березі р. Бариш, уроч. Цвинтар                                                                       | 1890            | Наказ управління культури обласної державної адміністрації від 29.10.2012 № 149                                                                                           |

## Пам'ятки архітектури
| №   | Назва                             | Дата     | Адреса            | Охоронний номер | Документ про взяття на облік                                         |
| --- | --------------------------------- | -------- | ----------------- | --------------- | -------------------------------------------------------------------- |
| 1.  | Замок                             | XVII ст. | с. Золотий Потік  | 656             | постанова Ради Міністрів УРСР від 24.08.1963 р. № 970                |
| 2.  | Палац графа Потоцького (мур.)     | XVII ст. | смт Золотий Потік | 1848            | розпорядження Представника Президента України від 22.02.1993 р. № 58 |
| 3.  | Садиба Скворчинського (мур.)      | 1848 р.  | смт Золотий Потік | 1849            | розпорядження Представника Президента України від 22.02.1993 р. № 58 |
| 4.  | Гуральня (мур.)                   | ХІХ ст.  | смт Золотий Потік | 1850            | розпорядження Представника Президента України від 22.02.1993 р. № 58 |
| 5.  | Костел (мур.)                     | 1634 р.  | смт Золотий Потік | 1851            | рішення Тернопільського облвиконкому від 06.10.1994 р.№ 44           |
| 6.  | Церква св. Трійці (мур.)          | 1897 р.  | смт Золотий Потік | 1852/1          | розпорядження Представника Президента України від 22.02.1993 р. № 58 |
| 7.  | Дзвіниця церкви св. Трійці (мур.) | 1897 р.  | смт Золотий Потік | 1852/2          | розпорядження Представника Президента України від 22.02.1993 р. № 58 |
| 8.  | Каплиця Гвєнуша (мур.)            | ХІХ ст.  | смт Золотий Потік | 1853            | розпорядження Представника Президента України від 22.02.1993 р. № 58 |
| 9.  | Церква Успенія (дер.)             | 1845 р.  | с. Губин          | 111             | рішення Тернопільського ОВК від 05.12.1986 р. № 343                  |
| 10. | Церква Покрови (дер.)             | XVII ст. | с. Сокілець       | 112             | рішення Тернопільського ОВК від 05.12.1986 р. № 343                  |

## Пам'ятки історії
| № | Назва                                                                     | Дата    | Адреса                                       | Охоронний номер | Документ про взяття на облік                                                                      |
| - | ------------------------------------------------------------------------- | ------- | -------------------------------------------- | --------------- | ------------------------------------------------------------------------------------------------- |
| 1 | Пам'ятний знак воїнам-землякам, які загинули в роки Другої світової війни | 1978 р. | с. Стінка, центр (вул. Широка)               | 854             | Рішення виконкому Тернопільської обласної ради від 25.01.1982 р. № 34                             |
| 2 | Могила воїна Української Повстанської Армії Слободяна В. І.               |         | с. Возилів                                   | 1329            | Наказ управління культури Тернопільської обласної державної адміністрації від 18.10.2005 р. № 112 |
| 3 | Могили німецьких воїнів (11 могил)                                        |         | с. Возилів, на подвір'ї Марії Джердж         | 1331            | Наказ управління культури Тернопільської обласної державної адміністрації від 18.10.2005 р. № 112 |
| 4 | Могили німецьких воїнів (3 могили)                                        |         | с. Возилів, на подвір'ї Роговик В. Г.        | 1332            | Наказ управління культури Тернопільської обласної державної адміністрації від 18.10.2005 р. № 112 |
| 5 | Могили (3) воїнів Української Повстанської Армії                          |         | с. Возилів, нове кладовище біля нової церкви | 1330            | Наказ управління культури Тернопільської обласної державної адміністрації від 18.10.2005 р. № 112 |
| 6 | Братська могила воїнів Радянської армії                                   | 1969 р. | с. Сновидів (кладовище)                      | 133             | Рішення виконкому Тернопільської обласної ради від 22.03.1971 р. № 147                            |
| 7 | Могила невідомого воїна Радянської армії                                  |         | с. Соколів                                   | 1347            | Розпорядження Представника Президента України в Тернопільській області від 25.06.1992 р. № 148    |
| 8 | Пам'ятний знак воїнам-землякам, які загинули в роки Другої світової війни | 1968 р. | смт Золотий Потік (роздоріжжя на Соколів)    | 127             | Рішення виконкому Тернопільської обласної ради від 22.03.1971 р. № 147                            |
| 9 | Братська могила воїнів Радянської армії                                   | 1967 р. | смт Золотий Потік (Центр)                    | 126             | Рішення виконкому Тернопільської обласної ради від 22.03.1971 р. № 147                            |

## Пам'ятки монументального мистецтва
| № | Назва                                                               | Дата    | Адреса            | Охоронний номер | Документ про взяття на облік                                                                      |
| - | ------------------------------------------------------------------- | ------- | ----------------- | --------------- | ------------------------------------------------------------------------------------------------- |
| 1 | Пам'ятник поету, громадському діячу Франку Івану Яковичу            | 1967 р. | с. Возилів        | 990             | Рішення виконкому Тернопільської обласної ради від 22.03.1971 р. № 147                            |
| 2 | Пам'ятник поету, письменнику, художнику Шевченку Тарасу Григоровичу | 1998 р. | с. Соколів, центр | 3001            | Наказ управління культури Тернопільської обласної державної адміністрації від 27.01.2010 р. № 16  |
| 3 | Пам'ятник Рівноапостольному князю Володимиру Великому               | 1992 р. | с. Стінка         | 1325            | Наказ управління культури Тернопільської обласної державної адміністрації від 18.10.2005 р. № 112 |
| 4 | Пам'ятник поету, письменнику, художнику Шевченку Тарасу Григоровичу | 1964 р. | смт Золотий Потік | 146             | Рішення виконкому Тернопільської обласної ради від 22.03.1971 р. № 147                            |